# ۲۸ دسامبر
۲۸ دسامبر سیصد و شصت و دومین (در سال‌های کبیسه سیصد و شصت و سومین) روز سال در گاه‌شماری میلادی است. سه روز تا پایان سال باقی‌است.

## رویدادها
- ۱۴۸۲ ـ پیمان اوترخت به جنگ هشتادساله میان هلند و اسپانیا پایان داد.
- ۱۹۷۲ - کیم ایل سونگ در کره شمالی به قدرت رسید.
- ۲۰۰۹ ـ در بمب‌گذاری انتحاری در مراسم عزاداری عاشورا در کراچی پاکستان ۴۳ نفر کشته شدند.
- ۲۰۱۰ ـ آغاز اعتراضات عمومی طی بهار عربی علیه دولت الجزایر

## زادروزها
- ۱۸۵۶ - وودرو ویلسون، بیست‌وهشتمین رئیس‌جمهور ایالات متحده
- ۱۸۸۲ - آرتور استنلی ادینگتون، اخترفیزیک‌دان انگلیسی
- ۱۹۰۳ - جان فون نویمان، ریاضیدان و دانشمند آمریکایی مجارستانی‌الاصل
- ۱۹۳۲ - مانوئل پوییگ، نویسنده آرژانتینی

## درگذشت‌ها
- ۱۶۲۲ - فرانسوا دو سال، نویسنده اهل فرانسه
- ۱۶۶۳ - فرانچسکو گریمالدی، ریاضی‌دان و فیزیک‌دان ایتالیایی
- ۱۷۰۳ - مصطفی دوم، بیست‌ودومین سلطان امپراتوری عثمانی
- ۱۶۹۴ - ماری دوم، ملکه انگلستان
- ۱۸۹۵ - لویی پاستور، شیمی‌دان و زیست‌شناس فرانسوی

## مناسبت‌ها
- روز یاد بود پادشاه تاکسین در تایلند

## جُستارهای وابسته
- ویکی‌پدیا:یادبودهای برگزیده/۲۸ دسامبر